# Billy Connolly: Journey to the Edge of the World
Billy Connolly: Journey to the Edge of the World is een vierdelige documentaireserie geproduceerd door ITV Studios, gepresenteerd door de Schotse comedian en acteur Billy Connolly.
In de zomer van 2008 reist Connolly van Halifax (Nova Scotia) aan de Canadese Atlantische kust via de beruchte Noordwestelijke Doorvaart naar Vancouvereiland aan de Canadese Pacifische kust. Onderweg ontmoet hij de mensen die daar leven, doet mee met hun gebruiken en geniet van de natuur.
De serie werd uitgezonden op ITV1 in februari 2009. De dvd-release met alle vier de afleveringen en bonusmateriaal volgde op 16 maart 2009.